# Ninox jacquinoti
Ninox jacquinoti là một loài chim trong họ Strigidae.